# 7-й пехотный полк (Австро-Венгрия)
7-й Каринтийский пехотный полк (нем. Kärntnerisches Infanterie-Regiment Nr. 7), полное название Императорский и королевский 7-й Каринтийский пехотный полк имени графа фон Хефенхюллера (нем. K.u.k. Kärntnerisches Infanterie-Regiment „Graf von Khevenhüller“ Nr. 7) — немецкий пехотный полк Единой армии Австро-Венгрии.

## История

### Боевой путь

#### XVII век
Полк был образован в разгар Великой Турецкой войны по приказу Леопольда I. 25 января 1691 генералфельдвахтмейстер граф Нотгер Вильгельм фон Эттинге-Бальдерн сформировал полк численностью 1500 человек и размером в 10 рот. В полк зачислялись выходцы из Франконского округа: первые добровольцы прибыли из Нюрнберга, Бамберга, Байройта и Ульма, а также Ротенбурга-об-дер-Таубер. Численность полка достигала 1320 мушкетов и 80 эспонтонов для младших офицеров. Полк получил почётное наименование в честь графа Эттингена-Бальдерна как основателя полка, а затем был переименован в честь барона фон Пфефферсхофена.
Основной задачей полка была оборона австрийских границ от турецких набегов, и он начал свою службу в Буде, крепости Офен. Боевое крещение принял в битве при Улаше в 1696 году, в которой турецкие войска разбили австрийцев. Однако уже через год под Зентой австрийцы под командованием Евгения Савойского вместе с этим полком одолели турок. К 1699 году уровень боевого духа и морального состояния полка упал до предельно низкого, и пошли слухи о его расформировании. В состав полка вошли части полков «Нейпперг» и «Вюртемберг-Мемпельгард», которые спасли полк фон Эттинге-Бальдерна от расформирования. Командиром полка стал полковник Эберхард Фридрих фон Нейпперг, командовавший полком до 1717 года (его имя стал носить полк). Тогда же ему придали полковой оркестр с барабанщиками и волынщиками. После окончания войны полк участвовал в подавлении восстания Ференца Ракоци.

#### XVIII век
В XVIII веке полк фон Нейпперга сражался в ряде крупных европейских войн: с 1713 по 1716 годы он служил в Рейнской армии во время войны за испанское наследство, в 1716 году во время очередной войны против Турции отличился в Петроварадинском сражении, за что фельдцейхмейстер фон Нейпперг, уже покинувший полк командира, направил благодарственное письмо полку, что по тем временам было сравнимо с милостью от самого императора. Полковник граф Людвиг Андреас фон Хефенхюллер лично доложил императору об одержанной победе; в октябре 1716 года в ходе той же войны полк занял Темешвар. 24 февраля 1717 командиром полка стал граф Рейнхард Вильгельм фон Нейпперг, сын графа Эберхарда фон Нейпперга и в июне с полком занял Белград. В 1718 году в полк были набраны рекруты из Каринтии и Штирии (за каждого выплачивалось семье от 29 до 49 золотых флоринов). В войне за австрийское наследство полк сражался в Баварии, на Массе, в Люксембурге и Нидерландах. В годы Семилетней войны полк базировался в Богемии, сражался против пруссаков при Колине и при Буркерсдорфе. В русско-турецкой войне 1787—1791 годов австрийскими войсками командовали барон фон Шрёдер и Франц Хавьер фон Харрах. Полк под командованием оберст-лейтенанта графа Эмануэля Ауэрсберга и оберст-лейтенанта Собтицкого фон Собтица сражался под Фокшанами и Мэртинештем.

#### XIX век
В войнах с Наполеоном полком командовал капитан Мариновский в боях в Италии (Колоньола-ай-Колли), в 1809 году полком командовал Фердинанд, великий герцог Вюрцбургский, в войне против Наполеона. Во время войн за объединение Италии полк участвовал во всех важных сражениях в составе войск, находившихся под командованием фельдмаршала Радецкого. 19 мая 1848 во время одного из сражений полковник барон Рейшах вдохновил 7-й полк боевым кличем «Вперёд, Прохазка! Да здравствует кайзер!» (нем. Vorwärts Prohaska! Es lebe der Kaiser!), что позволило полку защитить Монтанару. 10 июня в битве при Виченце отличилась 4-я рота, державшаяся при Вилле-Ротонде. Каринтийская пехота позволила захватить город. В 1859 году после битвы при Сольферино 4-й батальон занял Венецию, которую покинул в 1866 году. В 1862 году весь полк вернулся обратно в Каринтию после окончания войны.
В начале 1866 года полк под командованием барона фон Мароичича находился в Северной Италии, а в начале мая была объявлена всеобщая мобилизация по случаю готовящейся Германской войны. 7-й полк был включён в бригаду Кирхсберга, 9-й корпус южной армии фельдмаршала Хертунга. 24 июня в 16:30 началось второе сражение при Кустоце, и по приказу 1-й, 2-й и 3-й батальоны атаковали с обеих сторон Монте-Кроче. С первого раза полк сумел захватить шесть орудий и из них продолжил огонь по итальянским позициям, заставив противника отступить. По высочайшему повелению Кайзера 24 июня стало Днём памяти 7-го пехотного полка. Война, однако, окончилась победой итальянцев, и полк вынужден был в середине июля оставить Венецию, присоединившуюся к Италии. 7-й полк был отправлен в Вену, после чего переведён в состав северной армии. Прослужив некоторое время там, полк был отправлен в Триест и вернулся в Грац в октябре того же года.
В 1869 году полк подавлял восстание в Далмации против всеобщей воинской повинности, через год снова был отправлен по гарнизонам в Клагенфурт и Грац. В 1879 году 4-й и 5-й батальоны полка в составе 6-й дивизии под командованием оберстлейтенанта барона фон Питтеля участвовали в завоевании Боснии и Герцеговины, сражаясь под Конзойй и Маглаем, Белаловацем и Сараево. Остальные части были направлены в Тренто, к югу от Тироля, чтобы охранять итальянскую границу и предотвращать провокации. Службу эти батальоны несли в Риве, Крето и Торболе. Вскоре там начались наводнения и оползни, и солдатам полка пришлось заниматься спасением пострадавших и ликвидацией последствий этих бедствий.

#### XX век
В 1909 году на вооружение полка впервые поступили австрийские пулемёты Шварцлозе.
На момент начала войны полк подчинялся командованию «A», полковнику Кошацкому в Северной Галиции. 26 августа 1914 состоялось его боевое крещение в битве при Злочеве и Велики-Лацках. Осенью того же года полк участвовал в обороне Карпат против наступающих русских войск под Гнилой-Липой, на дороге Гродек — Мшана и непосредственно в боях за Львов, после которой австрийским частям пришлось оставить город. В октябре полк участвовал в обороне Перемышля, который в итоге был сдан, а затем оборонял перевал Дуклу зимой 1914/1915 годов. В феврале 1915 года после перегруппировки австро-венгерских войск 7-й полк перешёл в 6-ю пехотную дивизию и, находясь в Кёрёшмезё, перешёл в наступление на линии Баровач—Коняч.
23 мая 1915 Италия объявила войну Австро-Венгрии, полк в то время находился на Днестре. Из-за острой нехватки войск на итальянской границе 2-й батальон немедленно бросили в Италию, к местечку Изонцо (остальные подошли туда уже гораздо позже). 7-й полк принял участие в нескольких битвах при Изонцо и отличился в четвёртой при обороне горы Сан-Микеле, а в декабре защищал Плёкенский и Райбльский перевалы в Каринтийских Альпах. Начало 1915 года в Хермагоре 10-й батальон встретил в Нассфельде, позднее служил у озера Волайо и затем в Монте-Перальбе. С 1 января 1916 года в распоряжении полка находился регулярно 2-й батальон.
В 1916 году 7-й полк оборонял Каринтию и Юлийские Альпы. В 1917 году принимал участие в битве при Капоретто. К востоку от Флиша располагались 4 батальона в горах и один батальон в Вишберге. 24 октября начался прорыв в направлении Капоретто и Флиша, и полк отправился штурмовать в полном составе (кроме 4-го батальона) высоты Полоуника. К 15 ноября была взята Монте-Томатико, в декабре завязались бои за Монте-Азолоне. В июне 1918 года полк отражал атаки на Монте-Солароло и Монте-Пертика, но из-за массового дезертирства многочисленных чешских солдат с 27 октября 7-й полк начал отступать. В боях за вершины Прассолан и Пертикаханг полк потерял много убитыми и пленными, вскоре покинул линию фронта и добрался до Брунико, а оттуда 10 ноября отправился в Ииннихен. К 13 ноября в Клагенфурт прибыло всего 300 человек личного состава бывшего 7-го полка. Под самый конец войны полк был окончательно расформирован.

### Покровители полка
- 1691: Вильгельм фон Эттинген
- 1691: Йоханн Фердинанд фон Нейпперг
- 1700: Эберхард Фридрих фон Нейпперг
- 1717: Вильгельм Рейнхард фон Нейпперг
- 1774: Франц Ксавьер Харрах
- 1783: Карл фон Шрёдер
- 1835—1862: барон Франц Адольф Прохазка фон Гульфенбург[нем.]
- 1862—1883: барон Йозеф Марочич ди Мадонна дель Монте[нем.]
- 1883—1887: барон Дален фон Орлабург
- 1888—1918: граф Людвиг Андреас фон Хефенхюллер

## Структура
По состоянию на август 1914 года.
- Подчинение: 3-й армейский корпус, 6-я пехотная дивизия
- Национальный состав: 97% — немцы, 3% — прочие национальности (по другим данным, 79% — немцы, 21% — прочие национальности)[7]
- Штаб-квартира: Грац
- Дислокация батальонов: 1-й, 3-й, 4-й — Грац, 2-й — Клагенфурт[8]
- Командир: полковник Отто Кошацкий
- Офицеры штаба:
  - оберст-лейтенант Йоханн Хубингер
  - майор Германн Фляйшер
  - майор Максимилиан Палик
  - майор Йоханн Кауфманн
  - майор Игнац Прюнстер
  - майор Фридрих Бюкайзен
  - майор риттер Генрих Шёнхабер фон Венгенрот
  - майор Генрих Люнцер, эдлер фон Линдхаузен
- Полковые цвета:
  - цвет униформы: синий
  - цвет петлиц: бурый
  - цвет пуговиц: серебряный
- Язык: немецкий

## Гарнизоны
- 1718: Офен
- 1720: Арад
- 1730: Белград
- 1731: Эссег и Панчова
- 1736: Феррара
- 1739: Парма, Лукка, Сиена, Пиза и Эльба
- 1816: Липник и Ольмюц
- 1817: Гориция (штаб и 1-й батальон), Триест (2-й батальон) и Градишка (3-й батальон)
- 1824: Клагенфурт
- 1830: Верхняя Италия
- 1893: Грац и Клагенфурт

## Командиры
- 1859: полковник Георг Прохазка[9]
- 1865: полковник Карл фон Бёк[10]
- 1873: полковник Эмерих Кайффель
- 1879: полковник Карл Яуз[11]
- 1903—1905: полковник Виктор Райтц Эдлер фон Райтценегг
- 1906—1909: полковник Франц Паукерт[12]
- 1913: полковник Йоханн Фернэнгель
- 1914: полковник Отто Кошацкий[1]

### Справочники
- Österreich-Ungarns bewaffnete Macht 1900-1914
- Austro-Hungarian Land Forces 1848-1918 By Glenn Jewison & Jörg C. Steiner
- Kais. Königl. Militär-Schematismus für 1873. Wiedeń: K. K. Hof- und Staatsdruckerei, 1873.
- Schematismus für das Kaiserliche und Königliche Heer und für das Kaiserliche und Königliche Kriege-Marine für 1895. Wiedeń: K. K. Hof- und Staatsdruckerei, 1894.
- Schematismus für das Kaiserliche und Königliche Heer und für das Kaiserliche und Königliche Kriege-Marine für 1900. Wiedeń: K. K. Hof- und Staatsdruckerei, 1889.

### Исследования и мемуары
- ASSAM, R.: Des Kärntner Infanterieregiment Graf von Khevenhüller Nr. 7 letztes Ringen und Ende. Graz: 1935.
- "Kurzer Auszug" aus der Geschichte des k. u. K. Kärntnerischen Infanterie-Regimentes Graf von Khevenhüller Nr. 7. Graz: 1914.
- BARTELS, GUSTAV VON: Aus der Geschichte des Khevenhüller-Regimentes 1691 - 1918. Sonderabdruck aus Lykams "Neuem Soldatenkalender 1933. Graz: 1932.
- BARTELS, GUSTAV VON: Das Kevenhüller-Regiment vor dem Weltkriege 1691 - 1914. Klagenfurt: 1933.
- BARTELS VON BARTBERG, GUSTAV RITTER: Geschichte des k. u. k. kärntnerischen Infanterie-Regiments Graf v. Khevenhüller Nr. 7. Graz: 1913.
- Chronik des k. k. 7. Linien-Infanterie-Regimentes seit seiner Errichtung 1691 bis Ende Mai 1868. Graz: 1868.
- Festnummer der Karnisch-Julischen Kriegszeitung Nr. 20-28 zu Ehren des k. u. k. Infanterie-Regimentes Graf Khevenhüller Nr. 7. o. O.: 1917.
- AMON VON TREUENFEST, GUSTAV: Geschichte des k. k. 7. Infanterie-Regiments Graf Kevenhüller. O. O., Wien, 1891. Online
- KROMAR, KONRAD: Kurze Geschichte des. k. u. k. Infanterie-Regimentes FM Graf v. Khevenhüller Nr. 7. Klagenfurt: 1895.
- KRUG, FRANZ JOSEPH: Mit den Siebnern wider den Erbfeind. Felderlebnisse von der Südwestfront. Granz: 1917.
- MACIAGA, JOSEF: Pflichten und Verhaltungen des Soldaten (erläutert an Beispielen aus der Geschichte des k. u. k. IR FM Graf v. Khevenhüller Nr. 7). Graz: 1902.